# Ibrahima Diarra
Ibrahima Diarra (ur. 16 lutego 1971) – burkiński piłkarz grający na pozycji bramkarza.

## Kariera klubowa
W swojej karierze piłkarskiej Diarra grał w marokańskim klubie FUS Rabat.

## Kariera reprezentacyjna
W reprezentacji Burkiny Faso Diarra zadebiutował w 1995 roku. W 1996 roku został powołany do kadry na Puchar Narodów Afryki 1996. Zagrał na nim w trzech meczach: ze Sierra Leone (1:2), z Zambią (1:5) i z Algierią (1:2).
W 1998 roku Diarra był w kadrze Burkina Faso na Puchar Narodów Afryki 1998. Na tym turnieju zajął 4. miejsce. Wystąpił na nim w sześciu meczach: z Kamerunem (0:1), z Algierią (2:1), z Gwineą (1:0), w ćwierćfinale z Tunezją (1:1, k. 8:7), półfinale z Egiptem (0:2) i o 3. miejsce z Demokratyczną Republiką Konga (4:4, k. 1:4).